# Arnuwanda III
Arnuwanda III (1235 a.C. circa – 1207 a.C.) è stato un sovrano ittita.
Figlio maggiore ed erede designato di Tudhaliya IV, ascese al trono alla morte di questi, in un clima apparente di generale pacificazione dell'impero.
Avendo tuttavia notizie di disordini interni nel corso del suo breve regno, gli storici hanno dedotto un quadro di instabilità politica interna piuttosto accentuata, legata probabilmente alla presenza di una famiglia reale che, tra figli di mogli e di concubine, risultava essere molto vasta, con una lunga serie di potenziali pretendenti al trono. 
Tra questi, gli eredi più o meno diretti del vecchio re Muršili III, cugino di Tudhalia IV, detronizzato al termine della guerra civile del 1265 da Hattušili III (nonno di Arnuwanda). 
Tra i vari pretendenti alla corona andrebbe forse incluso Kurunta, qualora ancora in vita, fratello di Muršili III, prima reggente di Tarhuntassa come vassallo e poi probabilmente sovrano indipendente al momento dell'ascesa di Arnuwanda. 
In realtà alcuni studiosi ritengono plausibile un distacco di Tarhuntassa da Hattuša ma, sulle modalità, ipotizzano diversi scenari.
Tra questi, visto che nessuna fonte a noi giunta parla di uno scontro armato tra le due città Ittite nel XIII secolo, c'è quello di un distacco graduale di Kurunta da Hattuša, una autonomia che avrebbe portato ad una effettiva spaccatura in due dell'Impero con due "Grandi Re".
Arnuwanda III morì giovane, forse neppure trentenne, per cause sconosciute (ma, sembra, non di morte violenta) e senza prole, così gli succedette il fratello, Šuppiluliuma II, che fu l'ultimo sovrano dell'Impero ittita.